# Свети Илия (Влашка Блаца)
Вижте пояснителната страница за други значения на Свети Илия.
„Свети Илия“ (на гръцки: Προφήτης Ηλίας) е православна църква в градчето Влашка Блаца (Власти), Егейска Македония, Гърция, част от Сисанийската и Сятищка епархия.

## Местоположение
Църквата се намира на плоския връх на зелен хълм, южно от селото.

## Описание
Храмът е проста еднокорабна базилика с двускатен покрив, покрита със съвременни керемиди. Вътрешните повърхности са измазани с мазилка, която е покрила рисуваната украса и надписа за основаването, който е съществувал в малка арка над входа. Текстът на надписа за основаване с главна буква е запазен от Михаил Калиндерис в неговото изследване: „Писмени паметници от Западна Македония по време на турското владичество“:
| „ | Οἰκοδομήθη ὁ θεῖος ναὸς τοῦ Προφήτου Ἠλία διὰ δαπανῶν τοῦ ἐντιμολογιωτάτου κυρίου Δημητρίου Χατζηκωσταντίνου Γραματικοῦ 1802 Ἰουνίου 11. Построи се божественият храм на пророк Илия със средствата на най-уважавания господин Димитриос Хадзиконстантинос Граматик 1802, юни 11. | “ |

Според Калиндерис ктиторът Димитриос Хадзиконстантину е секретар на Али паша Янински и затова е наречен Граматик.
По-късно църквата е обновена, за което свидетелстват две вградени плочи отвън, едната метална, а другата мраморна, от двете страни на единичната входна врата. На металната пише ΑΝΗΓΕΡΘΗ ΔΑΠΑΝΙΣ ΣΥΛΟΓΟΥ ΑΓΙΟΣ ΜΑΡΚΟΣ ALBANY, N.Y, 1917 – 1969 (Обнови се за сметка на Дружество „Свети Марк“, Олбъни, Ню Йорк, 1917 - 1969), а на мраморната - ΑΝΗΓΕΡΘΗ ΔΑΠΑΝΗ ΤΟΥ ΣΥΛΛΟΓΟΥ ΒΛΑΤΣΙΩΤΩΝ ‘’Ο ΑΓΙΟΣ ΜΑΡΚΟΣ’’ ΑΛΜΠΑΝΗ Ν.Υ. ΕΝ ΕΤΕΙ 1956 (Обнови се за сметка на Дружество „Свети Марк“, Олбани, Ню Йорк в 1956 година.